# Michel Béroff
Michel Béroff (* 9. Mai 1950 in Épinal) ist ein französischer klassischer Pianist und Dirigent.

## Leben
Michel Béroff studierte zunächst am Conservatoire de Nancy, später dann am Conservatoire de Paris bei Yvonne Loriod und Pierre Sancan. 1967 gewann er den ersten Preis beim Internationalen Klavierwettbewerb Olivier Messiaen in Royan.
Nach dem Abschluss im Jahr 1966 erwarb er sich „aufgrund seiner Begabung für Rhytmik und musikalische Farbgebung“ einen Ruf als Interpret der Musik des zeitgenössischen französischen Komponisten Olivier Messiaen, aber auch Werke von unter anderem Claude Debussy, Béla Bartók und Sergei Sergejewitsch Prokofjew, Ludwig van Beethoven, Johannes Brahms, Robert Schumann, W. A. Mozart und Igor Strawinsky. Er konzertierte als Solist weltweit mit bedeutenden Orchestern unter der Leitung von Dirigenten wie Claudio Abbado, Leonard Bernstein, Daniel Barenboim, Eugen Jochum, Georg Solti, Christoph Eschenbach, Christoph von Dohnányi, Kurt Masur, Yutaka Sado, Michael Gielen und Seiji Ozawa. Kammermusikpartner waren unter anderem Martha Argerich, Augustin Dumay und Pierre Amoyal.
Eine „progressive Lähmung seiner rechten Hand“ zwang ihn ab 1987, nur Stücke für die linke Hand aufzuführen. Der Komponist Franz Hummel hatte für die an nervlich bedingten Lähmungen der rechten Hand leidenden Pianisten Michel Béroff und Leon Fleisher ein Piano-Stück für „zwei linke Hände“ geschrieben, das 1990 in der Alten Oper Frankfurt aufgeführt werden sollte. Béroff wendete sich in dieser Zeit dem Dirigieren zu. Nach einer vierjährigen Rehabilitation gab er wieder Rezitals und widmete sich wieder der Kammermusik.
1988 wurde er Professor für Klaviermusik an der Indiana University Bloomington, ein Jahr später wechselte er als Lehrer an das Pariser Konservatorium. Von 1994 bis 1999 lehrte er auch an der Freiburger Musikhochschule.
Béroff wirkte auch als Juror bei internationalen Klavierwettbewerben mit wie beim Internationalen Tschaikowski-Wettbewerb 2011 in Moskau.

## Ehrungen
- 2018: Ordre des Arts et des Lettres (Komtur)[8]

## Diskografie
Béroff veröffentlichte mehr als 75 Tonträger unter anderem bei den Labels EMI Music, Warner Classics und Deutsche Grammophon.